# Atlahuilco
Atlahuilco är en kommun i Mexiko.   Den ligger i delstaten Veracruz, i den sydöstra delen av landet, 230 km öster om huvudstaden Mexico City. Antalet invånare är 9 824. Arean är 62 kvadratkilometer.
Terrängen i Atlahuilco är huvudsakligen lite bergig.
Följande samhällen finns i Atlahuilco:
- Zacamilola
- Xibtla
- Vista Hermosa
- Terrero
- Quechulingo
- Atlehuaya
- Atetecochco
- Macuilquila
- Cuautlamanca
- El Rincón
- Abaloma Cuautla
- Tlaxcantitla
- Zacatlamanca
- Uitziquiapa
- Zihuateo
- Tepexititla
- Ticonca
- Loma Hotempa
- Tlalmorado
- Ocotlajapa
- Xochitepec
- Loma Linda